# جائزة المجر الكبرى 2000
جائزة المجر الكبرى 2000 (بالإنجليزية: 2000 Hungarian Grand Prix)‏ هو سباق فورمولا 1 أقيم بتاريخ 13 أغسطس 2000 في بودابست. كان الثاني عشر من أصل 17 في بطولة العالم لسباقات الفورمولا واحد موسم 2000. حلّ الفنلندي ميكا هاكينن أولا بينما جاء الألماني مايكل شوماخر في المركز الثاني وحصل على المركز الثالث البريطاني ديفيد كولتهارد.